# Nadleśnictwo Cisna
Nadleśnictwo Cisna – jednostka organizacyjna Lasów Państwowych podległa Regionalnej Dyrekcji Lasów Państwowych w Krośnie. Siedzibą nadleśnictwa jest Cisna.
Nadleśnictwo Cisna położone jest w całości na terenie województwa podkarpackiego.

## Warunki geograficzno-przyrodnicze
Nadleśnictwo Cisna gospodaruje na łącznej powierzchni 20157 ha. Na powierzchnię tę składają się 2 Obręby w skład którego wchodzi 15 leśnictw.
I. Obręb Cisna
- leśnictwo Buk
- leśnictwo Dołżyca
- leśnictwo Habkowce
- leśnictwo Krzywe
- leśnictwo Liszna
- leśnictwo Roztoki
- leśnictwo Solinka
- leśnictwo Żubracze

II. Obręb Wetlina
- leśnictwo Jaworzec
- leśnictwo Kalnica
- leśnictwo Okrąglik
- leśnictwo Smerek
- leśnictwo Stare Sioło
- leśnictwo Strzebowiska
- leśnictwo Zawój

## Zarząd
Funkcję nadleśniczego pełni od kwietnia 2024 Grzegorz Łukacijewski (mąż Elżbiety), który poprzednio zajmował to stanowisko do złożenia rezygnacji w marcu 2016.